# 2016年蘇門答臘地震
2016年蘇門答臘地震，是指當地時間2016年3月2日晚上7:49發生在印度洋，距離印度尼西亞蘇門答臘西南約 800 公里（500 英里)的7.8級地震。    印度尼西亞和澳洲發佈海嘯警報， 在兩小時後撤消。 地震没有造成直接死亡。 
地震發生後，美國地質調查局將地震定為8.2級；後來降級為8.1級，7.9級，最後確認為7.8級。 
地震發生在海底10公里（6.2 英里）深處。確定地震是走滑斷層運動引致，與2012年印度洋地震相似。 地震震央位於西蘇門答臘省首府巴東西南約 805 公里（500 英里）處； 離震央最近的居民區是明打威群島，也是西蘇門答臘島的一部分。 
遠在至新加坡和馬來西亞都能感受震動，但沒有人員傷亡報告。  
地震後約三個小時（大約當地時間下午11:00 ），第二次威力較小的地震發生在主震中東北約242公里（150 英里）處。此次餘震震級為5.2級，深度為 123 英里，因此確定不會構成海嘯風險。 

## 影響和後果
地震的初步報告和隨後的海嘯警報導致蘇門答臘及周邊地區的許多居民逃往地勢較高的地方。
但在地震發生後幾個小時，印度尼西亞政府解除該地區的所有海嘯警報。澳大利亞政府亦解除對科科斯島、聖誕島和澳大利亞沿海大陸部分地區實施的海嘯警報。 
印度尼西亞氣象和地球物理局局長 Andi Eka Sakya 表示，「發生海嘯的可能性非常小」，因為地震的震央不在主要斷層或俯衝帶附近。 

## 也可以看看
- 2016年地震列表
- 印度尼西亚地震列表